# Donja Obrijež
Donja Obrijež est une localité de Croatie située dans la municipalité de Pakrac, comitat de Požega-Slavonie. Au recensement de 2001, elle comptait 264 habitants.

## Géographie
Donja Obrijež se trouve dans le comitat de Požega-Slavonie. Elle se situe à une cinquantaine de kilomètres de Požega et à une centaine de la capital Zagreb.